# Fantamady Keita
Fantamady Keïta nació en Bamako el 23 de septiembre de 1949. Fue el máximo goleador en el campeonato de la Copa África de 1972, única vez en la que la selección maliense ha llegado a la final aunque no la ganó.En 1977, época en la que jugaba en el Pontevedra (España) contrajo matrimonio con Oumou Keïta, con la que tendría 5 hijos, 2 hijas y 3 hijos. Después de España vino Portugal, donde nació su primera hija y después Francia donde se instaló definitivamente y país en el que nacieron el resto de sus hijos. Enviudó en febrero de 2006 y volvió a casarse, de nuevo con una maliense, en septiembre de 2007. En la actualidad vive en la región de Saboya, en Francia, está totalmente retirado del mundo del fútbol, trabaja en una fábrica y aprovecha para viajar a su país, MALI, siempre que puede.